# بوب كرول
بوب كرول (بالإنجليزية: Bob Kroll)‏ هو لاعب كرة قدم أمريكية أمريكي، ولد في 9 يونيو 1950 في غرين باي في الولايات المتحدة.

## وصلات خارجية
- بوب كرول على موقع مرجع كرة القدم المحترفة.كوم (الإنجليزية)